# Romualdas Ozolas
Romualdas Ozolas (ur. 31 stycznia 1939 w miejscowości Johaniszkiele, zm. 6 kwietnia 2015 w Wilnie) – litewski polityk, filolog, filozof, w latach 1990–1991 wicepremier, poseł na Sejm.

## Życiorys
W 1962 ukończył studia na wydziale historyczno-filologicznym Uniwersytetu Wileńskiego. W latach 1965–1968 pracował jako sekretarz wykonawczy i następnie redaktor magazynu kulturalnego „Kultūros barai”. Od 1973 do 1989, po odbyciu studiów podyplomowych, był zatrudniony jako wykładowca filozofii na Uniwersytecie Wileńskim. Od 1975 pracował jednocześnie w sekretariacie Rady Ministrów Litewskiej SRR, a od 1980 jako zastępca redaktora naczelnego w wydawnictwie „Mintis”.
Od 1973 do 1990 należał do Komunistycznej Partii Litwy. W 1988 był jednocześnie jednym z założycieli Sąjūdisu, następnie został wiceprzewodniczącym powołanego przez tę organizację Sejmu. Był również założycielem i pierwszym redaktorem naczelnym wydawanej przez Sąjūdis gazety „Atgimimas”. Był jednym z kandydatów do roli przywódcy ruchu, ale jesienią 1988 ustąpił na rzecz Vytautasa Landsbergisa.
W 1989 w pierwszych częściowo wolnych wyborach został wybrany na Zjazd Deputowanych Ludowych ZSRR, w latach 1989–1990 był również deputowanym Rady Najwyższej LSRR. Sprawował mandat poselski w Radzie Najwyższej LSRR kadencji 1990–1992, znajdując się wśród sygnatariuszy aktu niepodległości z 11 marca 1990. Od marca 1990 do stycznia 1991 pełnił funkcję wicepremiera w pierwszym po odzyskaniu przez Litwę niepodległości rządzie kierowanym przez Kazimirę Prunskienė. Wchodził w skład komisji ds. przygotowania Konstytucji Republiki Litewskiej oraz delegacji ds. negocjacji z władzami ZSRR, a następnie Federacji Rosyjskiej.
Zasiadał w Sejmie przez dwie kolejne kadencje (do 2000), w latach 1996–1999 był wiceprzewodniczącym izby. Na przełomie 1994 i 1995 kierował misją dobrej woli litewskiego Sejmu do spraw konfliktu w Czeczenii. W 1993 stanął na czele nowej partii – Litewskiego Związku Centrum, którą kierował do 2000. W 2003 sprzeciwił się połączeniu tego zmarginalizowanego wówczas ugrupowania ze Związkiem Nowoczesnych Chrześcijańskich Demokratów i Litewskim Związkiem Liberałów, powołując własną formację pod nazwą Narodowa Partia Centrum (od 2005 działającą jako Litewska Partia Centrum). Z jej list bez powodzenia kandydował m.in. w wyborach parlamentarnych w 2008.
Był autorem książek z zakresu filozofii i publikacji poświęconych okresowi odzyskiwania niepodległości. Uhonorowano go Nagrodą im. Stasysa Šalkauskisa.

## Odznaczenia
- Krzyż Wielki Komandorski Orderu Wielkiego Księcia Giedymina – 2000[4]
- Medal Niepodległości Litwy – 2000[4]
- Medal Rady Bałtyckiej – 2007[5]